# Meliosma petalodentata
Meliosma petalodentata är en tvåhjärtbladig växtart som beskrevs av Arbeláez. Meliosma petalodentata ingår i släktet Meliosma och familjen Sabiaceae. Inga underarter finns listade.